# 大马士革工艺

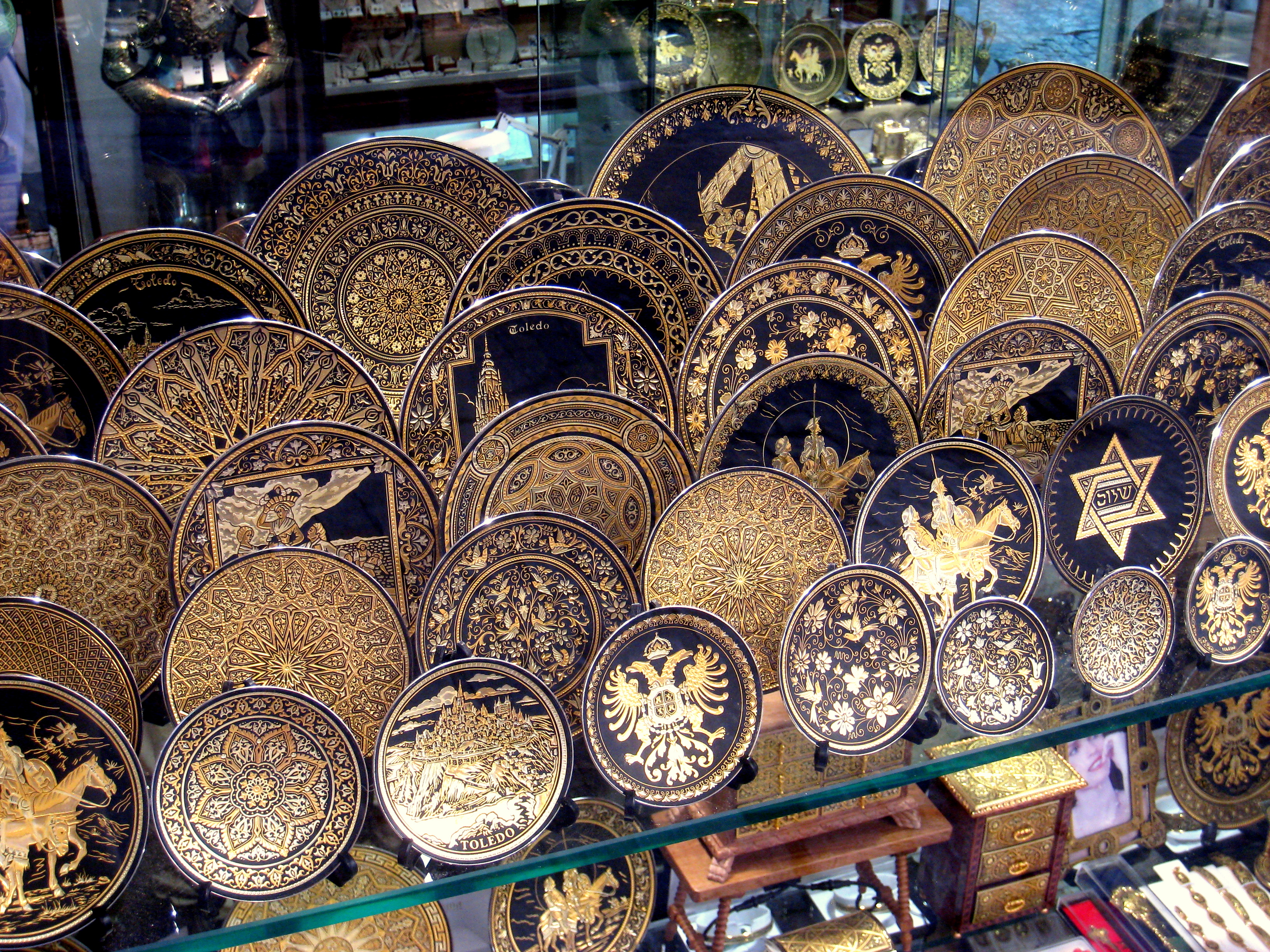
大马士革工艺的一些例子

大马士革工艺是一种将不同金属嵌入彼此的艺术形式，通常是将金或銀嵌入深色氧化处理过的钢背景中，以产生类似于的复杂图案。英文术语“Damascening”源于其图案与緙織壁毯织锦缎中丝绸的丰富图案相似。该术语也用于描述在集成电路中使用嵌入式铜互连的情况。正如其名称所示，大马士革镶嵌工艺得名于叙利亚大马士革，以及创造并出口这种工艺的古代工匠。

## 背景
这种技术也被用于火器上，在日本有着悠久的历史，被用于装饰武士刀的配件，特别是鐔。在日语中被称为象嵌（zougan），它发展出一套特有的术语来描述特定的图案，尽管“七宝象嵌”是一种珐琅技术，大多数西方人认为更接近于Champlevé。
尤其是日本起源的镶嵌珠宝，有时被称为赤铜，因为使用了这种合金作为深色背景。
在史前希腊也有使用乌银技术的著名例证。在爱琴海地区最早出现的大马士革镶嵌工艺，来自迈锡尼的竖井墓，可追溯到中青铜时代晚期/中希腊IIIB时期（匕首Nu-304）。
这种银/金镶嵌技术最终源自近东，被改编以适应爱琴海地区的品味和风格。以大马士革镶嵌工艺历史悠久且至今仍在实践的城市包括马来西亚、印度尼西亚、托萊多 (西班牙)、埃瓦尔（巴斯克自治區）、京都（日本）以及大马士革（叙利亚）。
大马士革镶嵌工艺在叙利亚仍然流行。在埃及也很受欢迎，被称为takfeet，尽管由于传统工匠面临的经济困难，这种艺术面临衰退。然而，一些人正在努力复兴它。

## 西班牙埃瓦尔

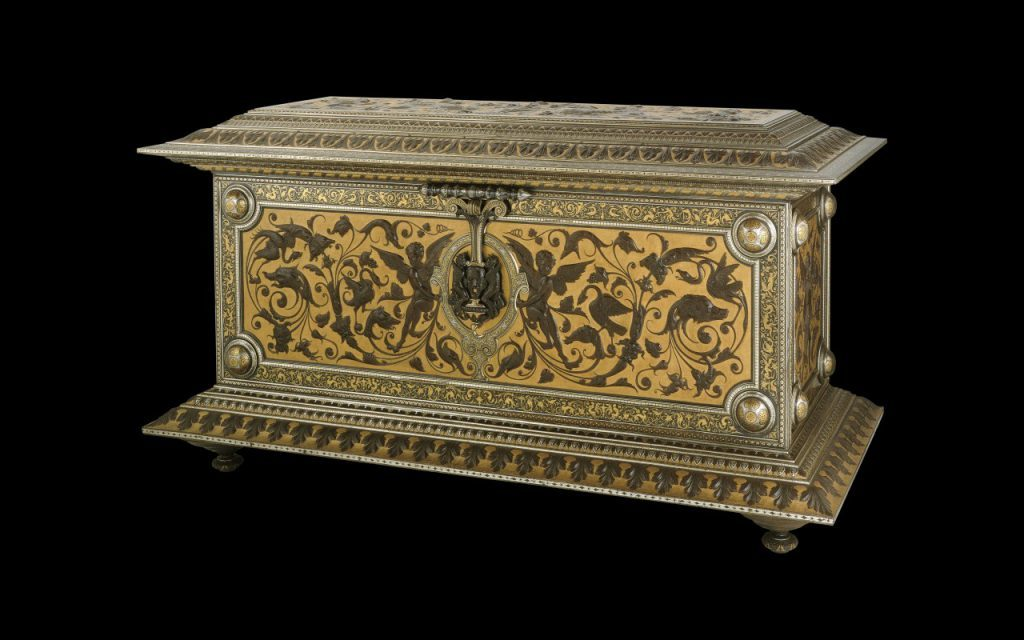
由普拉西多·苏洛阿加于1871年制作的铁制Cassone

苏洛阿加家族的工作坊位于埃瓦尔，是19世纪至西班牙内战期间西班牙大马士革镶嵌工艺的中心。尤塞比奥·苏洛阿加是一位枪械制造商，也是马德里皇家军械库的主管。作为金属工艺的天才，苏洛阿加承担了修复军械库中受损物品的任务，在此过程中研究并复制了过去几个世纪的装饰技术。这导致了西班牙大马士革镶嵌工业的建立。尤塞比奥的长子普拉西多·苏洛阿加最终接管了工作坊，并将其工作方向从武器转向复杂装饰艺术品的生产。在此过程中，他掌握并改进了大马士革镶嵌技术，并培训了200多位艺术家。他的作品在许多国家和世界博覽會上展出，赢得了多枚金银奖牌，并获得评论家的极高评价。英伊学者和收藏家納賽爾·哈利利收集、出版并展出了100多件这一时期的西班牙大马士革镶嵌金属工艺品，形成了哈利利西班牙金属工艺收藏。

## 西班牙托莱多

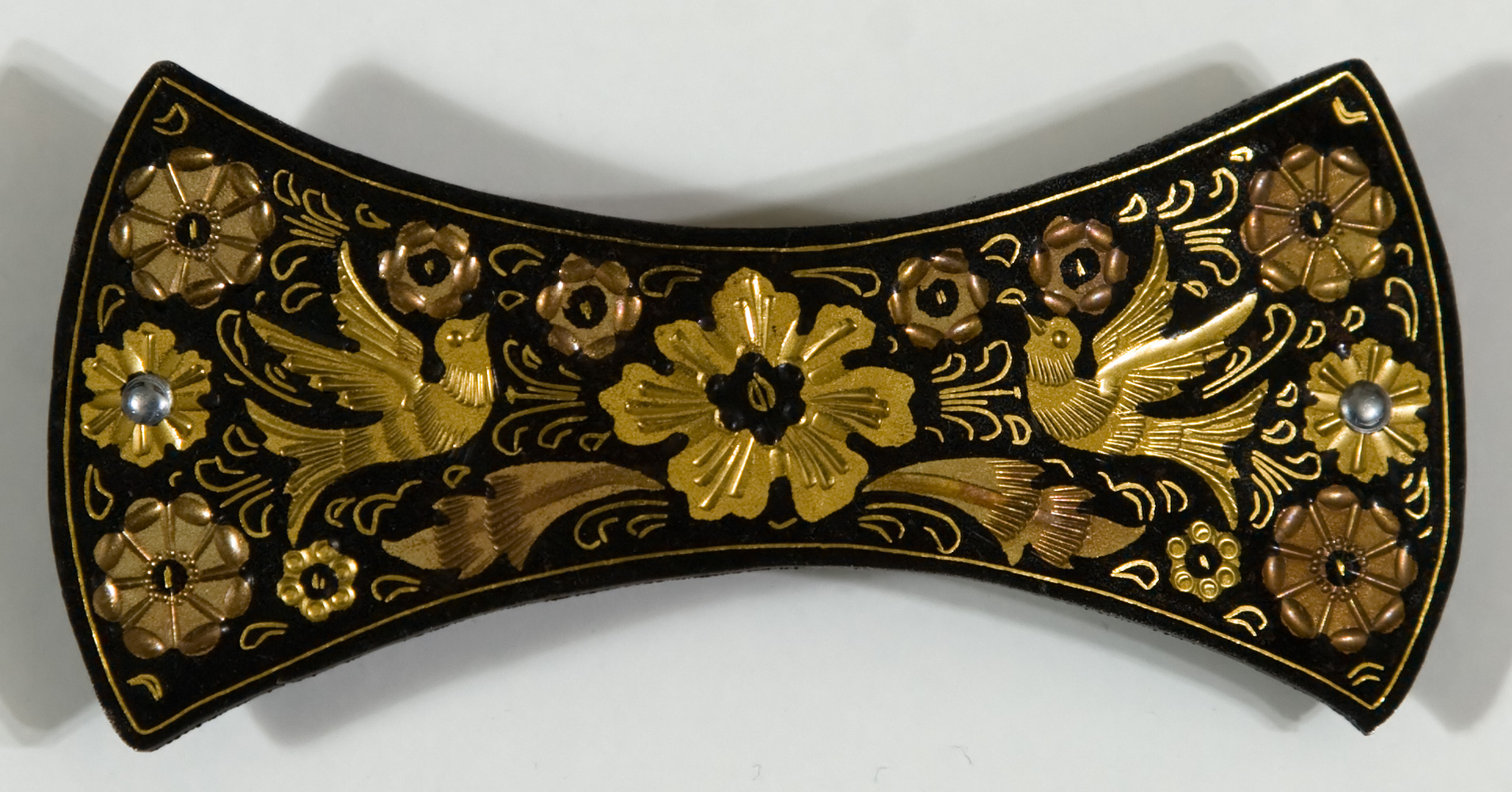
托莱多出产的发夹，展示了金嵌入氧化钢的细节。

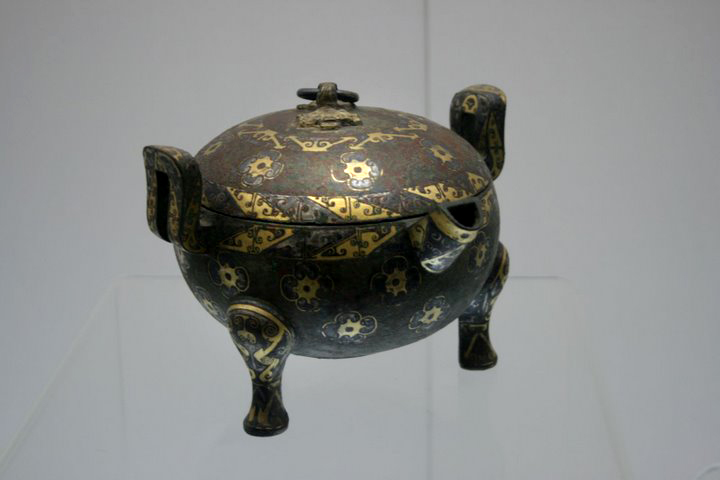
战国时期的青铜鼎器，镶嵌金银（嵌金工艺）。约公元前300年。

托莱多长期以来一直是欧洲主要的中心，尽管现代大多数产品是机器制造的，有时是在锡而不是钢上制作的。然而，这种艺术在波斯、日本和中国也有着悠久的历史。
其中一些复制品“制作得如此精湛，甚至连有经验的托莱多人也承认难以识别它们的真伪”。
大马士革工艺在多年来保持了传统设计，变化不大，但也有一些艺术家设计了创新的珠宝作品。由于这些原因，这种技术在西班牙最为流行。

## 日本藤井
京都的藤井义丰是最重要的嵌金工艺创作者之一。他于1868年出生，发明了嵌金艺术的新技术。他的设计由东京美术学校的海野美盛绘制。他从大约1925年到20世纪中叶经营藤井嵌金公司。在许多此类展览中，藤井的展品获得了一等奖章，他的作品被皇室购买。尽管藤井的作品极其精细，与Komai的作品非常相似，但它们采用蚀刻技术而非嵌金技术。由于藤井的公司被称为“藤井大马士革公司”或“藤井象嵌公司”，因此应该有他使用象嵌技术制作的艺术品，但至今尚未发现。

## 相关
- 印尼克里斯劍